# Pariconha
Pariconha é um município brasileiro do estado de Alagoas. Sua população estimada em 2004 era de 10.949 habitantes.

## História
Localizada no sertão alagoano, Pariconha tem sua história iniciada no início do século XIX, quando as famílias Teodósios, Vieira, Viana e Félix iniciaram sua povoação, estabelecendo-se com a agricultura e a pecuária, principalmente com a criação de animais de pequeno porte.: Fixando-se numa localidade denominada "Povoado Caraibeiras dos Teodósios", às margens do rio Moxotó, a família Teodósios até hoje tem lá seus descendentes. Já o restante das famílias colonizadoras da região se estabeleceram no local onde hoje está a sede do município.: Cerca de vinte anos após a chegada desses primeiros colonizadores, um grupo de tribo de índios Geripancós, originários do município de Tacaratu, em Pernambuco, instalou uma aldeia na serra do Ouricuri, nas proximidades da atual cidade. O Distrito Judiciário de Pariconha e ser Cartório de Registro Civil foram criados pela Lei 2.240, de 1° de maio de 1962, embora este último só tenha sido instalado dez anos depois. Pertencente ao município de Água Branca, a comunidade passou à condição de município em 5 de outubro de 1989 pela Constituição Estadual, quando foi desmembrado de Água Branca, tendo sua emancipação realizada em 7 de abril de 1992.

## Nome
Segundo conta a história, no local onde cresceu a cidade havia um ouricuzeiro cujos frutos continham duas conhas como eram chamadas as polpas desse fruto, que popularmente ficou conhecido como "par de conhas" e, com o tempo, houve uma junção que derivou o nome Pariconha.
O município de Pariconha comemorou a elevação da paróquia do Sagrado Coração de Jesus à condição de matriz, após sessenta anos de espera. Com isso foi instalada uma secretaria que facilitará a marcação de casamentos, que até então era realizada pelo município de Água Branca. A festa do Padroeiro Sagrado Coração de Jesus é uma das grandes festas culturais do município, comemorada em novembro.